# Nokia E55
Nokia E55 este un smartphone creat de Nokia și face parte din seria Enterprises (afaceri). Are dimensiunile de 116 x 49 x 9.9 mm.

## Design
Nokia E55 are 116 mm lungime, o lățime de 49 mm și o grosime de 9.9 mm. Smartphone-ul este disponibil în culorile: negru, roșu și gri.
Partea frontală este dominată de ecranul de 2,4 inch, deasupra căruia se află difuzorul, senzorul pentru lumina ambientală și camera pentru apelurile video.
Sub ecran se afla tastatura, un D-pad metalic, în jurul lui se afla alte 8 taste.
Partea dreaptă găzduiește tastele de control al volumului, tasta pentru comenzile vocale și tasta pentru captura foto/ video.
În partea stângă este poziționat portul microUSB care este protejat împotriva pătrunderii prafului.

## Conectivitate
Conectarea la Internet se face prin WiFi, 3G sau prin HSPA (10,2 Mbps download si 2 Mbps upload).
Nokia E55 are Bluetooth, Wi-Fi, USB 2.0.
Browserul lui E55 incarca paginile rapid și oferă suport Flash.

## Multimedia
Smartphone-ul dispune de o cameră de 3.2 megapixeli cu un bliț LED, dar focalizarea este fixă. Nokia E55 capturează clipuri video la rezoluție maximă de 640x480 pixeli și 15 cadre pe secundă.
Este dotat cu un player de muzică și radio FM cu RDS. Are mufă de 3.5 mm vine cu căști incluse, dar de pot conecta căști proprii.
Playerul video este Real Player și poate reda formatele MP4 și 3GP.
Există un număr mare de formate audio suportate inclusiv MP3, AAC, eAAC + și WMA. Playlist-urile M3U sunt de asemenea gestionate perfect și fișierele transferate sunt adăugate la biblioteca de muzică.
Player-ul vine cu cinci presetări pentru egalizator, bass și efect pentru extinderea stereo.

## Caracteristici
- Corp metalic compact și subțire circumferinta suplimentar (9.9 mm)
- Quad-band GSM de sprijin
- 3G cu HSDPA 10.2 Mbps și HSUPA 2 Mbps
- Ecran de 2.4 inchi până la 16.7 de culori cu rezoluția QVGA
- Symbian OS, S60 UI cu FP2
- Procesor 600 MHz CPU ARM 11 și 128 MB RAM
- Wi-Fi 802.11 b/g, tehnologie UPnP, suport DLNA
- Receptor GPS integrat, suport A-GPS și busolă digitală
- Accelerometru pentru ecran auto-rotație și Turn-to-mute
- One-touch taste de comenzi rapide înseamnă "de afaceri"
- 3.2 megapixeli focalizare automată, cu bliț LED
- Cameră secundară pentru apeluri video
- 60 MB de memorie internă, microSDHC de expansiune, un card de 1GB inclus
- microUSB v2.0
- Port audio de 3,5 mm
- Bluetooth v2.0 cu A2DP
- Radio FM cu RDS
- Ovi Maps preinstalat cu licență de navigație (10 zile)